# Xabier Santxotena Alsua
Xabier Santxotena Alsua (Bozate, Navarra, 5 de octubre de 1946) es un escultor agote y poeta e investigador de los agotes.

## Biografía
Xabier Santxotena Alsua vino al mundo en el seno de una familia de artesanos agotes -denostados durante siglos por su paganismo- y se puede decir que mamó desde la cuna no solo las técnicas que ebanistas y carpinteros, como su padre Julián o su abuelo materno sino que también su respeto por la naturaleza y la cultura vasca.
Santxotena se encuentra con Oteiza en 1970 cuando este está desplegando la obra de los apóstoles en la basílica de Aranzazu. Oteiza en sus viajes al santuario entra en el restaurante que regentaba Xabier Santxotena en Zumárraga localidad próxima y descubre las tallas de bajorrelieve que Xabier desde joven realizaba en madera. A raíz de esto Oteiza anima a Xabier Santxotena a dedicarse a la escultura y Xabier apoyado en Oteiza va desarrollando su propio estilo.
Tras el encuentro con Oteiza. Santxotena inicia sus estudios en la Escuela de Artes y Oficios de Vitoria, donde sdesarrollara su estilo entre lo primitivo y lo culto, entre lo natural y lo pulido. Su obra siempre ha estado marcada por la creación en familias (conjuntos de obras con una misma temática). Entre las diferentes obras que podemos ver, encontramos temas tan diversos como la mitología vasca, la pelota, los menhires o el bombardeo de Gernika. 
Su trabajo más conocido está relacionado con la ebanistería y la madera propia de la tradición agote. A pesar de esto la influencia de Oteiza le impulso a la realización de obras en otros materiales como el bronce y el acero.

## Museos
En 1998, en la casa familiar de Xabier Santxotena con el apoyo de la pintora Teresa Lafragua conciben el primer museo en el barrio de Bozate de Arizcun llamado Gorrienea. Este primer museo es un homenaje a los agotes.
El segundo museo ve la luz en el 2003 también en el barrio de Bozate. Es un parque escultórico sobre arte y naturaleza de la mitología vasca. En este museo la obra de Xabier Santxotena se muestra como escultura monumental en madera, acero, bronce y hormigón.

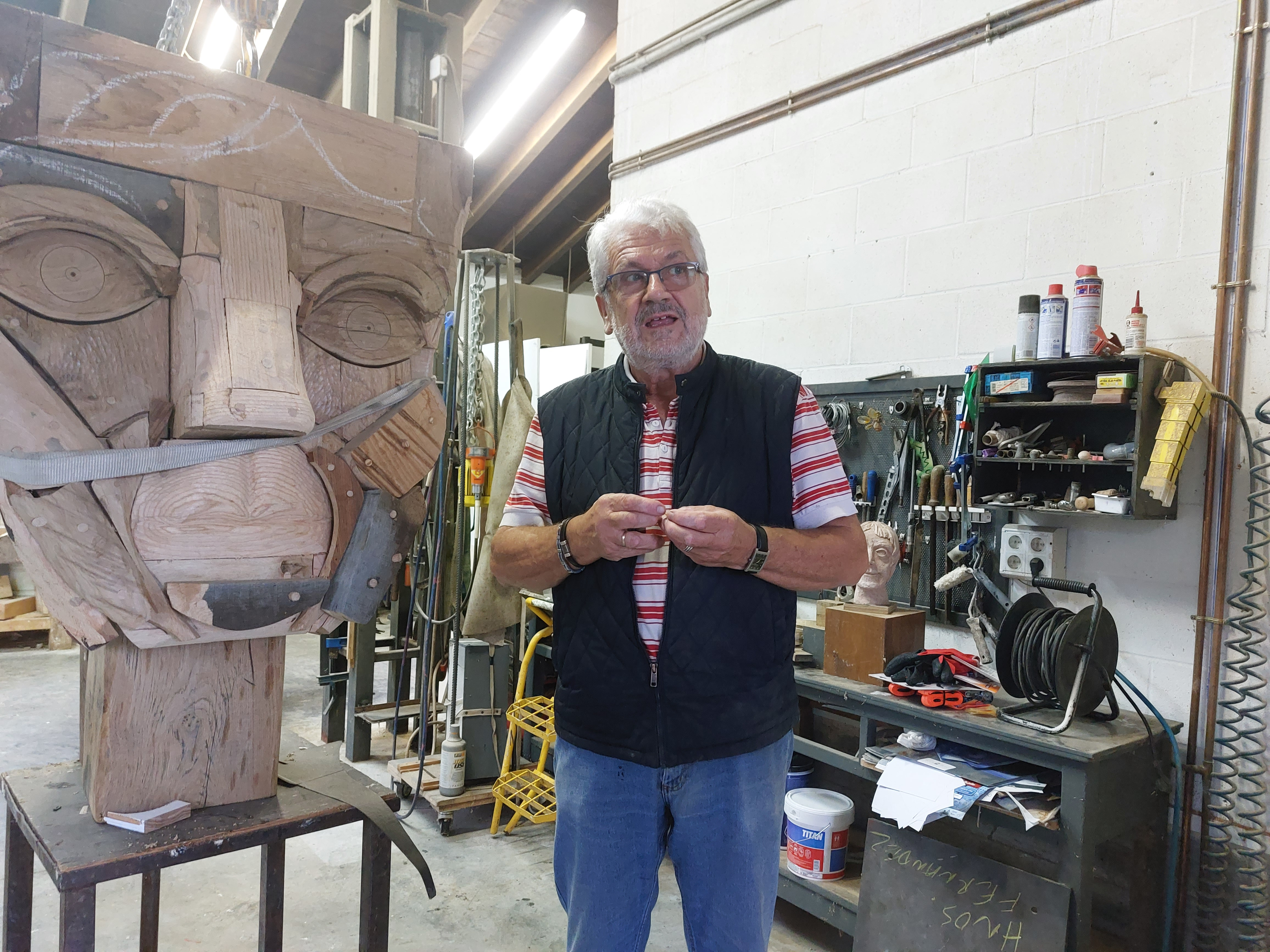
Xabier Santxotena en su taller en 2022

El tercer museo Santxotena se encuentra en la localidad Alavesa de Arceniega y abre en 2010. Este museo nace como taller donde se inicia la obra y finalmente se expone. La obra expuesta es monumental y se muestran también los bocetos de toda la obra histórica del escultor. Actualmente el museo conserva el taller donde Santxotena realiza sus obras principalmente centrada en la escultura y en la poesía. Una de las principales y más conocida colección del Taller-Museo Santxotena se realiza desde hace 25 años entre los meses de noviembre a enero, la exposición de Belenes del Mundo.